# Делагарди, Якоб Понтуссон
Граф Якоб Понтуссон Делагарди (де ла Гарди; швед. Jakob de la Gardie; 20 июня 1583, Ревель — 12 августа 1652, Стокгольм) — шведский военный и государственный деятель, активный участник событий Смутного времени. В 1610 году торжественно вступил во главе своей армии в Москву, где был встречен ликованием народа. В 1620 году удостоен звания фельдмаршала. Старший сын — Магнус Габриэль Делагарди, риксканцлер Швеции.

## Биография
Родился 20 июня 1583 года в Ревеле в семье Понтуса Делагарди (1520—1585), шведского полководца и дипломата французского происхождения. Мать мальчика умерла при родах, оставив на свете ещё его старших брата и сестру. Понтус утонул в 1585 году под Нарвой. 
В феврале 1609 года возглавлял пятитысячный экспедиционный корпус, отправленный шведским королём Карлом IX на помощь Василию Шуйскому в его борьбе против Лжедмитрия II в качестве наёмных войск. Это привело к втягиванию России в уже шедшую на других фронтах шведско-польскую войну. Вместе с войсками под командованием Михаила Скопина-Шуйского разбил поляков у Твери, освободил Троицкую лавру. В марте 1610 года вошёл в Москву. 
После отравления Скопина-Шуйского, ставшего его личным другом, был разбит при Клушине и вынужден был отступить. Из-за невыплаты царем Шуйским обещанной платы за услуги наёмников, Делагарди, вместе со шведским полковником Эвертом Горном, стал захватывать русские крепости и города северо-запада России: Ям, Копорье, Орешек, Новгород и осадил Псков и Тихвин. Образовав марионеточное Новгородское государство, стал продвигать на русский трон кандидатуру шведского принца Карла Филиппа. 
В 1613 году потерпел поражение у стен Тихвинского Успенского монастыря, после того как город восстал против шведского господства. Во главе шведского войска одержал победу в битве под Бронницей, участвовал в безуспешной осаде Пскова в 1615 году. Во время этой длительной и безуспешной осады финские солдаты прозвали своего командира ленивым Якобом (Laiska-Jaakko). В 1617 году подписал со стороны Швеции Столбовский мир, позднее ратифицированный королём.
С 1619 года шведский наместник в Ревеле, с 1622 года генерал-губернатор Ливонии. На ревельской улице Виру для него был выстроен едва ли не первый в городе жилой дом современного типа — развернутый к улице не торцом, а широким фасадом. В 1632—1644 годах член регентского совета при королеве Кристине. Получил от короля в ленное владение область вокруг замка Лекё, который основательно перестроил. Умер 12 августа 1652 года в Стокгольме и был похоронен в Векхольмской церкви под Упсалой. В честь него был назван финский город Якобстад. 

## Семья и дети
В 1618 году женился на Эббе Браге (16 марта 1596 — 5 января 1674), дочери королевского дротса графа Магнуса Браге. Супруги имели 14 детей:
- Понтус Делагарди (1619—1632)
- Кристина Делагарди (1620—1622)
- София Делагарди (1621—1621)
- Магнус Делагарди (1622—1686), риксканцлер Швеции (1660—1680)
- Брита Делагарди (1624—1624)
- Густав Адольф Делагарди (1626—1630)
- Мария София Делагарди (1627—1694)
- Якоб Казимир Делагарди (1629—1658), женат на Эббе Спарре (1629—1662)
- Понтус Фридрих Делагарди (1630—1692)
- Кристина Катарина Делагарди (1632—1704), муж с 1658 года риксадмирал, граф Густав Отто Стенбок (1614—1685)
- Иоганн Карл Делагарди (1634—1634)
- Биргитта Хелена Делагарди (1636—1636)
- Аксель Юлиус Делагарди (1637—1710), генерал-губернатор Эстляндии (1687—1704)
- Эбба Маргарета Делагарди (1638—1696)